# IBM PC 키보드
IBM PC 호환기종 컴퓨터용 키보드는 표준화되어 있다. 그러나 30년이 넘는 PC 아키텍처의 빈번한 업데이트 기간 동안 많은 자판 배열 변형이 개발되었다.
잘 알려진 IBM PC 키보드 종류는 모델 M이다. 1984년에 소개되었으며 IBM, 렉스마크, Maxi-Switch 및 Unicomp에서 제조한 모델 M 키보드의 대다수는 버클링 스프링 키 디자인을 특징으로 하며 많은 키보드는 키캡을 완전히 교체할 수 있다.

## 자판 배열
PC 키보드는 수년에 걸쳐, 종종 새로운 IBM PC 버전 출시와 함께 변경되었다.
| 이름            | 키 수 | 설명 | 이미지 | |
| --------------- | ----- | --- | --- | --- |
| 모델 F (PC/XT)  | 083   | 원래 왼쪽에 위치한 기능 키 (F 키) 열, F1에서 F10; PC/AT 키보드 유형과 전자적으로 호환되지 않음 | 1981년 8월 오리지널 IBM PC와 함께 도입됨. | |
| 모델 F (PC/AT)  | 084   | 추가 SysRq 키; 메인 키보드와 명확히 분리된 숫자 블록; Caps/Scroll/Num Lock을 위한 추가 표시 LED | 1984년 8월 도입됨. | |
| 모델 M (향상됨) |       | 추가 탐색 및 제어 키; 숫자 패드 왼쪽에 화살표 키를 위한 역 T자형 전용 커서 제어 블록. 상단에 별도의 행으로 12개의 F 키가 있으며, F1–4, F5–8, F9–12로 그룹화됨. 향상된 키보드의 초기 모델(특히 Northgate Ltd.에서 제조한 모델)은 기능 키가 왼쪽에 두 열에 여섯 쌍으로 배열된 레이아웃을 유지했다. 이 레이아웃은 터치 타이피스트에게 더 효율적이었지만, F 키가 상단에 배열된 레이아웃으로 시장에서 대체되었다. PS/2는 1987년 4월에 출시되었다. 향상된 키보드 레이아웃에는 여러 버전이 있다: | 추가 탐색 및 제어 키; 숫자 패드 왼쪽에 화살표 키를 위한 역 T자형 전용 커서 제어 블록. 상단에 별도의 행으로 12개의 F 키가 있으며, F1–4, F5–8, F9–12로 그룹화됨. 향상된 키보드의 초기 모델(특히 Northgate Ltd.에서 제조한 모델)은 기능 키가 왼쪽에 두 열에 여섯 쌍으로 배열된 레이아웃을 유지했다. 이 레이아웃은 터치 타이피스트에게 더 효율적이었지만, F 키가 상단에 배열된 레이아웃으로 시장에서 대체되었다. PS/2는 1987년 4월에 출시되었다. 향상된 키보드 레이아웃에는 여러 버전이 있다: | 추가 탐색 및 제어 키; 숫자 패드 왼쪽에 화살표 키를 위한 역 T자형 전용 커서 제어 블록. 상단에 별도의 행으로 12개의 F 키가 있으며, F1–4, F5–8, F9–12로 그룹화됨. 향상된 키보드의 초기 모델(특히 Northgate Ltd.에서 제조한 모델)은 기능 키가 왼쪽에 두 열에 여섯 쌍으로 배열된 레이아웃을 유지했다. 이 레이아웃은 터치 타이피스트에게 더 효율적이었지만, F 키가 상단에 배열된 레이아웃으로 시장에서 대체되었다. PS/2는 1987년 4월에 출시되었다. 향상된 키보드 레이아웃에는 여러 버전이 있다: |
| 모델 M (향상됨) | 101   | 표준 미국 레이아웃 - 너비가 두 배인 엔터 키(C12와 C13에 걸쳐 있음)와 D13에 너비가 1.5배인 키 - 너비가 두 배인 백스페이스 키(E13와 E14에 걸쳐 있음) | 1986년 4월 도입됨. | |
| 모델 M (향상됨) | 102   | 유럽 레이아웃 - 모양이 다른 엔터 키 (너비 1.5배의 D13와 C13에 걸쳐 있으며, 미국 D13는 C12에 너비 1배로 위치) - 너비가 두 배인 백스페이스 키(E13와 E14에 걸쳐 있음) - 왼쪽 Shift 키 (B00) 오른쪽에 추가된 1개 키 | 1986년 4월 도입됨. | |
| 모델 M (향상됨) | 103   | 한국어 레이아웃 - 모양이 다른 엔터 키 (너비 1.5배의 D13와 C13에 걸쳐 있으며, 미국 D13는 C12에 너비 1배로 위치) - 너비가 두 배인 백스페이스 키(E13와 E14에 걸쳐 있음) - 스페이스바 왼쪽에 1개(A03)와 오른쪽에 1개(A07)의 추가 키 2개; 둘 다 언어 입력 키 | | |
| 모델 M (향상됨) | 104   | 브라질 ABNT NBR 10346 버전 2 (영숫자 부분) 및 10347 (숫자 부분). - 모양이 다른 엔터 키 (너비 1.5배의 D13와 C13에 걸쳐 있으며, 미국 D13는 C12에 너비 1배로 위치) - 너비가 두 배인 백스페이스 키(E13와 E14에 걸쳐 있음) - 추가된 3개의 키: 왼쪽 Shift 키 (B00) 오른쪽에 1개, 오른쪽 Shift 키 (B11) 왼쪽에 1개, 숫자 키패드 Enter 키(C54) 위에 1개 | 104키 윈도우 키보드 | |
| 모델 M (향상됨) | 106   | 일본어 JIS 레이아웃 - 모양이 다른 엔터 키 (너비 1.5배의 D13와 C13에 걸쳐 있으며, 미국 D13는 C12에 너비 1배로 위치) - 너비 1배의 백스페이스 키(E14에 위치) - 추가된 5개의 키: 스페이스바 왼쪽에 1개(A03), 스페이스바 오른쪽에 2개(A06 및 A07), 오른쪽 Shift 키(B11) 왼쪽에 1개, 백스페이스 키(E13) 왼쪽에 1개; 이 중 3개는 언어 입력 키 - E00 위치의 키는 또 다른 언어 입력 키이지만, 101키 미국 레이아웃에도 존재함                                                                       | 106키 향상된 키보드 | |
| 윈도우          |       | 추가 윈도우 키 (×2) 및 메뉴 키가 추가됨 (왼쪽 Control 키 오른쪽에 하나의 Windows 키, 오른쪽 Control 키 왼쪽에 다른 하나의 Windows 키와 메뉴 키). 윈도우 95 운영 체제와 함께 사용하기 위해 Microsoft Natural keyboard에 도입됨. 마이크로소프트 윈도우가 설치되어 있든 아니든, 대부분의 최신 PC는 이제 이 레이아웃으로 제공된다. 향상된 레이아웃과 마찬가지로, 윈도우 키보드 레이아웃에도 지역별 변형이 있다:                                                                               | 추가 윈도우 키 (×2) 및 메뉴 키가 추가됨 (왼쪽 Control 키 오른쪽에 하나의 Windows 키, 오른쪽 Control 키 왼쪽에 다른 하나의 Windows 키와 메뉴 키). 윈도우 95 운영 체제와 함께 사용하기 위해 Microsoft Natural keyboard에 도입됨. 마이크로소프트 윈도우가 설치되어 있든 아니든, 대부분의 최신 PC는 이제 이 레이아웃으로 제공된다. 향상된 레이아웃과 마찬가지로, 윈도우 키보드 레이아웃에도 지역별 변형이 있다:                                                                               | 추가 윈도우 키 (×2) 및 메뉴 키가 추가됨 (왼쪽 Control 키 오른쪽에 하나의 Windows 키, 오른쪽 Control 키 왼쪽에 다른 하나의 Windows 키와 메뉴 키). 윈도우 95 운영 체제와 함께 사용하기 위해 Microsoft Natural keyboard에 도입됨. 마이크로소프트 윈도우가 설치되어 있든 아니든, 대부분의 최신 PC는 이제 이 레이아웃으로 제공된다. 향상된 레이아웃과 마찬가지로, 윈도우 키보드 레이아웃에도 지역별 변형이 있다:                                                                               |
| 윈도우          | 104   | 표준 미국 레이아웃 (위와 동일) | 현대 104키 윈도우 키보드 | |
| 윈도우          | 105   | 유럽 레이아웃 (위와 동일) | 105키 윈도우 키보드 | |
| 윈도우          | 106   | 한국어 레이아웃 (위와 동일) | 현대 106키 윈도우 키보드 | |
| 윈도우          | 107   | 브라질 ABNT NBR 10346 버전 2 (영숫자 부분) 및 10347 (숫자 부분), 위와 동일 | 현대 107키 윈도우 키보드 | |
| 윈도우          | 109   | 일본어 레이아웃 (위와 동일) | | |

표준 레이아웃에 흔히 추가되는 기능으로는 추가 전원 관리 키, 볼륨 조절, 미디어 플레이어 제어 (예: "재생/일시정지", "이전 트랙", "다음 트랙"), 그리고 전자우편 클라이언트, 월드 와이드 웹 브라우저 등을 위한 다양한 사용자 지정 가능한 단축키 등이 있다.
IBM PC 레이아웃, 특히 모델 M은 지대한 영향을 미쳤으며, 오늘날 대부분의 키보드는 그 변형을 사용한다. 이로 인해 대체 레이아웃으로 개발된 응용 프로그램들은 모델 M 레이아웃에서 불편한 위치에 있는 키(종종 새끼손가락으로 조작해야 하는)를 필요로 하므로, 편안한 사용을 위해 키 매핑을 다시 해야 하는 문제가 발생했다. 주목할 만한 한 가지 예는 vi 편집기에서 사용되는 이스케이프 키이다: ADM-3A 터미널에서는 이 키가 IBM PC의 Tab 키 위치에 있었지만, IBM PC에서는 이스케이프 키가 모서리에 있다. 이는 일반적으로 Caps Lock을 이스케이프 키로 다시 매핑하여 해결한다. 또 다른 예는 이맥스 편집기로, 수식키를 광범위하게 사용하며 메타 키 (IBM PC에는 Alt 키가 있음)보다 Control 키를 더 많이 사용한다. 이는 Control 키가 Meta 키 안쪽에 있었던 Knight keyboard (모델 M과는 반대로 Alt 키 바깥쪽에 있음)와, 네 개의 bucky bit 키(Control, Meta, Super, Hyper)가 한 줄로 배열되어 여러 개를 쉽게 조합하여 누를 수 있었던 space-cadet keyboard에서 유래한다. 이와 달리 모델 M 레이아웃에서는 이러한 조합이 어렵다. 이로 인해 "Emacs pinky" 문제가 발생한다.

## 평가
비록 PC Magazine은 1981년 IBM PC 키보드의 하드웨어 디자인의 대부분 측면을 칭찬했지만, "키보드 제조의 궁극적인 전문가인 IBM이 왼손 Shift 키를 그렇게 불편한 위치에 놓을 수 있었던 이유"에 의문을 제기했다. 이 잡지는 1982년에 "Wish List" 칼럼에 세 개의 잠금 키 상태를 확인할 수 있는 기능에 대한 문의가 다른 어떤 주제보다 많았다고 보도했다. 바이트 칼럼니스트 제리 푸르넬은 이 키보드를 "짜증나게 훌륭하다"고 묘사했다. 그는 키보드의 감촉을 칭찬했지만, Shift 키와 다른 키들의 위치가 "성자도 울게 할 만큼" 불편하다고 불평했으며, PC 호환기종 컴퓨터들이 레이아웃만 모방하고 감촉은 모방하지 않는 경향을 비난했다. 그는 이 레이아웃이 공상과학 소설 편집자 짐 바인을 "거의 미치게 만들었으며", "바인의 많은 작가들이 그 키보드로 작업하기를 거부하여 호환 가능한 형식으로 원고를 제출할 수 없었다"고 보고했다. 이 잡지의 공식 평가는 더 낙관적이었다. 키보드를 "단연코 최고... 어떤 마이크로컴퓨터보다도" 칭찬했으며, 특이한 Shift 키 위치를 "다른 거의 모든 마이크로컴퓨터 키보드에서 저지른 거대한 실수에 비하면 사소한 [문제]"라고 묘사했다.
IBM의 돈 에스트리지는 1983년에 "나도 [왼쪽 Shift 및 엔터] 키의 배치에 감탄하지 않았다"고 말했다. 그러나 그는 "어디에 놓든 누군가에게는 좋지 않은 곳... 합의가 없다"고 말하며 레이아웃을 옹호했고, "지금 바꾸면 큰 문제가 생길 것"이라고 주장했다.

## 표준 키 의미
PC 키보드는 다양한 키와 함께 전신타자기까지 거슬러 올라가는 오랜 진화의 역사를 가지고 있다. '오래된' 표준 키 외에도 PC 키보드는 수년에 걸쳐 여러 특수 키를 축적해 왔다. 일부 추가 기능은 일반 사무실 응용 소프트웨어로 사용자 생산성을 향상시킬 기회 또는 요구 사항에서 영감을 얻었으며, 다른 약간 더 일반적인 키보드 추가 기능은 운영체제 또는 GUI 소프트웨어 공급업체(마이크로소프트 등)가 도입한 후 공장 표준이 되었다.

### 기계식 타자기에서 유래
- Shift는 위쪽 문자 또는 대문자를 선택한다. 타자기의 Shift 키는 문자 유형을 움직이는 레버에 부착되어 대문자를 종이에 인쇄할 수 있도록 했다.
- Caps Lock은 대문자를 선택하거나, Shift 키를 누르면 소문자를 선택한다. 기계식 타자기에서는 Shift 키처럼 작동했지만, Shift 키를 누른 상태로 유지하기 위한 잠금 장치도 사용했다. 잠금 장치는 Shift 키를 눌러 해제되었다.
- 엔터는 다음 줄로 이동하거나 기본 또는 선택된 옵션을 활성화한다. ASCII 키보드에는 CR 또는 Return이라고 표시되어 있었다. 타자기는 용지가 있는 실린더를 줄의 시작 부분으로 되돌리는 레버를 사용했다.
- Tab은 ASCII 탭 문자를 생성하여 다음 탭 정지 지점으로 이동한다.

### 전신 타자기 키보드에서 유래
- Ctrl은 문자와 숫자의 값을 ASCII 그래픽 범위에서 ASCII 제어 문자로 이동시킨다. 예를 들어, CTRL-S는 XOFF (많은 프로그램이 화면에 인쇄되는 것을 중지)이고 CTRL-Q는 XON (CTRL-S에 의해 중지된 인쇄 재개)이다.
- Esc는 ASCII 이스케이프 문자를 생성한다. 메뉴나 모드를 종료하는 데 사용될 수 있다.
- ~는 물결표로, 비영어권 언어를 위해 다른 문자 위에 백스페이스하여 인쇄하는 악센트였다. 오늘날 이 키는 US/UK 키보드 레이아웃에서 백스페이스 가능한 문자를 생성하지 않으며 'not' 또는 'circa'의 의미로 사용된다.
- `는 백틱 또는 강세 악센트로, 예전에는 비영어권 언어를 작성하기 위해 문자 위에 백스페이스하여 사용되었다. 일부 시스템에서는 여는 인용부호로 사용된다. 작은따옴표 '는 일반적으로 급성 악센트에 사용된다.
- ^는 곡절 부호로, 비영어권 언어를 위한 또 다른 악센트이다. 위 첨자를 사용할 수 없을 때 거듭제곱을 나타내는 데도 사용된다.
- *는 별표로, 주석이나 곱셈을 나타내는 데 사용된다.
- _는 밑줄 문자로, 강조를 위해 백스페이스하고 겹쳐 인쇄할 수 있거나, 특정 프로그래밍 언어에서는 Space를 사용하는 것이 여러 개의 독립된 단어를 생성할 때 복합어를 형성하기 위해 Space 대신 사용될 수 있다.
- |는 수직선으로, 원래 광학 문자 인식용으로 타이포그래피 구분 기호로 사용되었다. 많은 문자 집합은 숫자 "1" 또는 문자 "l"과 혼동되지 않도록 중간에 끊어져 있다(대부분의 EBCDIC 코드 페이지에서 수직선과 분할 수직선은 별개의 문자이다). 이 문자는 종종 "파이프" (유닉스 셸에서의 사용 후) 또는 "울타리 기둥"으로 알려져 있다.

### 비디오 디스플레이가 있는 컴퓨터를 위해 발명됨
- 기능 키는 F 번호가 붙은 키들이다. 그 사용법은 프로그램마다 다르다. F1은 종종 도움말이다.
- 커서 키 (↑, →, ↓, ←)는 화면에서 커서를 이동시킨다. Shift 키와 함께 누르면 항목을 선택한다.
- Home은 커서를 텍스트의 시작, 보통 화면의 왼쪽으로 이동시킨다.
- End는 커서를 현재 줄의 끝으로 이동시킨다.
- PgUp과 PgDn은 문서를 페이지 단위로 이동시킨다.
- Del (Delete)은 커서 뒤의 문자 또는 선택된 항목을 삭제한다.
- Ins (Insert)는 원래 텍스트 삽입 모드와 덮어쓰기 모드 사이를 전환했다. 중요한 것은, IBM CUA 사용자 인터페이스 지침에 따라 복사(Ctrl+Insert) 및 붙여넣기(⇧ Shift+Insert)를 위한 키보드 단축키에 Ctrl 및 Shift 키와 함께 사용된다는 점이다. IBM CUA 단축키는 현재 대부분의 PC 운영 체제에서 여전히 널리 지원되며, 1980년대 후반에서 1990년대 초반 사이에 이러한 단축키를 배운 많은 PC 사용자들은 커서 이동 키와 Ctrl, Shift, Insert 키가 가까이 있기 때문에 "현대적인" Ctrl+X/C/V 단축키보다 더 자연스럽고 편리하거나 인체공학적이라고 생각할 수 있다. Insert 키의 이러한 특정 역할은 현대 문서화, 심지어 하드웨어 설계에서도 종종 간과되는데, 이는 "Insert"에 더 명확하지만 훨씬 덜 자주 사용되고 다소 구식인 원래 기능만을 할당하는 경향이 있기 때문이다.
- Print Screen은 원래 화면의 텍스트 이미지를 인쇄했다. (최신 컴퓨터에서는 Ctrl+Print Screen이 보통 스크린샷을 찍는다.) Alt 키와 함께 누르면 SysRq (다른 키 코드)로 전환되었다.
- Num Lock은 숫자 키패드의 상태를 토글한다. 꺼져 있을 때는 키패드가 화살표 및 탐색 키 역할을 한다. 켜져 있을 때는 표준 계산기와 유사한 10키 숫자 패드이다. 선호도는 매우 다양해서 이 키의 즐겨찾는 기본값은 종종 BIOS에서 구성할 수 있다. 이 키는 토글 가능한 키패드를 선호하는 사람들을 수용하기 위해 별도의 화살표 키가 있는 키보드에도 계속 존재한다.
- Scroll Lock은 거의 사용되지 않는다. IBM 문서에서는 이를 "비활성"으로 설명했으며, 이 키의 목적은 키보드 제조업체에게도 미스터리였다.[14] 현대 소프트웨어에서는 텍스트를 입력하면 이전 텍스트가 화면이나 창 상단에서 스크롤되어 사라진다. 일부 오래된 프로그램은 스크롤 락이 눌렸을 때 이를 비활성화하고 창 상단에서 다시 시작할 수 있었다. 이점은 전체 화면의 텍스트가 이동하지 않아 읽기 쉽다는 것이다. 스크롤 락은 커서를 해당 줄에 고정하고 작업 영역을 그 아래로 스크롤하는 데도 사용되었다. 마이크로소프트 엑셀과 같은 스프레드시트에서는 현재 셀에 셀 포인터를 고정하여 사용자가 화살표 키를 사용하여 셀 포인터를 이동하지 않고 보기 창을 이동할 수 있도록 한다. 일부 콘솔(리눅스 콘솔 등)에서는 다른 키 조합이 눌릴 때까지 메시지 스크롤을 방지한다. 많은 하드웨어 kvm 스위치는 Scroll Lock을 사용하여 제어하는 장치 간을 전환한다.
- Pause는 출력 또는 처리를 일시 중지한다. Ctrl과 조합하여 Break에 대한 키코드를 생성한다. Ctrl+Break은 전통적으로 DOS에서 프로그램을 중지시켰다. Ctrl+Break은 Microsoft Visual Studio와 같은 일부 프로그래밍 환경에서 디버거 실행을 중단하는 데도 사용된다. Windows 키와 조합하여 Microsoft Windows 환경에서 시스템 속성 창을 연다.
- Alt는 문자와 숫자를 16진수 0x80 이상의 범위로 전환하여 PC의 표준 문자 세트에 국제 문자 및 특수 문자가 존재하도록 한다. Alt와 숫자 키패드에 입력된 숫자를 조합하면 특수 문자가 생성된다; Windows Alt keycodes를 참조하라.
- ⊞ Win (Windows 외부에서는 종종 Super로 알려져 있음)는 마이크로소프트 윈도우의 표준 탐색기 셸에서 시작 메뉴를 여는 빠른 방법이며, 다른 운영 체제에서는 주 메뉴를 열도록 구성할 수 있다. 마이크로소프트 윈도우에서는 윈도우 키를 다른 키와 조합하여 데스크톱 관련 작업을 수행할 수도 있다 (예: ⊞ Win+M을 눌러 모든 열린 창을 최소화하고 다시 눌러 복원). 매킨토시 컴퓨터에 연결된 경우 윈도우 키는 Command 키처럼 동작한다.
- 메뉴는 활성 애플리케이션의 상황에 맞는 메뉴를 마우스 오른쪽 클릭과 유사하게 띄운다.
- 코파일럿은 윈도우에서 코파일럿을 연다. 이 키는 2024년 1월 4일에 메뉴 키를 대체했다.[15][16] 이 키는 실제로는 ⊞ Win+⇧ Shift+F23을 입력한다.[17]
- AltGr은 종종 다른 키와 조합하여 비영어권 키보드에서 역슬래시와 같은 특수 문자를 인쇄하는 데 사용된다. 일반적으로 Ctrl+Alt로 에뮬레이트할 수 있다.
- Fn은 랩톱 컴퓨터에 내장된 것과 같은 소형 키보드에 있을 수 있다. 다른 키와 함께 누르면 소형 키보드에 전용 키가 없는 키 기능(예: 숫자 키패드 시뮬레이션 블록)에 액세스하거나 내장 화면과 외부 디스플레이 간 전환, 화면 밝기 변경 또는 스피커 볼륨 변경과 같은 하드웨어 기능을 제어할 수 있다. 이러한 보조 의미는 일반적으로 키에 다른 색상의 텍스트나 기호로 표시되며, 'Fn' 키 텍스트도 같은 색상이다.
- Turbo는 일부 키보드에 있다. 보통 오른쪽 Shift 키 오른쪽에 있다. 기능 키와 함께 누르면 키 반복 속도를 설정한다.[18]

## 연결
| 시스템           | 커넥터                    | 이미지         | 핀 배열                                                                 | 전송 프로토콜 | 명령 문자열   |
| ---------------- | ------------------------- | -------------- | ----------------------------------------------------------------------- | --- | ------------- |
| PC (유형 1)      | 5-핀 DIN (DIN 41524)      | 5핀 DIN 단자   | 1 CLK 2 DATA 3 -RESET 4 GND 5 +5V                                       | 2 시작 비트, 8 데이터 비트, 메이크/브레이크 비트 (키 누름/키 떼기), 1 정지 비트 핀 3을 접지하여 키보드 재설정                | 지원되지 않음 |
| XT (유형 2)      | 5-핀 DIN (DIN 41524)      | 5핀 DIN 단자   | 1 CLK 2 DATA 3 N/C 4 GND 5 +5V                                          | 2 시작 비트, 8 데이터 비트, 메이크/브레이크 비트 (키 누름/키 떼기), 1 정지 비트 DATA 및 CLK 라인 시퀀스를 통한 키보드 재설정 | 지원되지 않음 |
| AT               | 5-핀 DIN (DIN 41524)      | 5핀 DIN 단자   | 1 CLK 2 DATA 3 N/C 4 GND 5 +5V                                          | 1 시작 비트, 8 데이터, 1 패리티 (홀수), 1 정지 비트 명령 문자열을 통한 키보드 재설정                                         | 지원됨        |
| PS/2 "PS/2 포트" | 6-핀 미니 DIN (DIN 45322) | 6핀 DIN 단자   | 1 DATA 2 N/C (또는 MOUSE DATA) 3 GND 4 +5V 5 CLK 6 N/C (또는 MOUSE CLK) | 1 시작 비트, 8 데이터, 1 패리티 (홀수), 1 정지 비트 명령 문자열을 통한 키보드 재설정                                         | 지원됨        |
| 최신 PC 호환기종 | 4-핀 USB A형 커넥터       | USB A형 커넥터 | 1 +5V 2 데이터 − 3 데이터 + 4 접지                                      | 동기화 필드 + 8-비트 패킷 형태의 바이트 (HANDSHAKE, TOKEN, DATA, 특수 패킷), 최하위 비트 우선.                               | 지원됨        |

## 같이 보기
- IBM 모델 M
- LK201
- 애플 키보드

## 내용주
1. ↑  IBM. IBM Enhanced Keyboard for the Personal Computer Announcement Letter. 1986-04-18.
2. 1 2  Ivens, Kathy (1998). 《Using Microsoft Windows 95》 4판. Que. 165쪽. ISBN 978-0-78971573-9.
3. ↑  Mueller, Scott (1998). 《Upgrading and Repairing PCs》. The Scott Mueller library series 1 10판. Que. 450쪽. ISBN 978-0-78971636-1.
4. ↑  Corcoran, Cate T. (1994년 9월 5일). “Microsoft keyboard ships”. 《InfoWorld》. 36쪽.
5. 1 2 3  Mueller, Scott (2011). 《Upgrading and Repairing PCs》 20판. Que. 1115–16쪽. ISBN 978-0-13268218-3.
6. 1 2  Lee, Xah. “History of Emacs ＆ vi Keys (Keyboard Influence on Keybinding Design)”.
7. ↑  Lee, Xah. “How To Avoid The Emacs Pinky Problem”. 2009년 11월 8일에 확인함.
8. ↑  Edlin, Jim; Bunnell, David (February–March 1982). “IBM's New Personal Computer: Taking the Measure / Part One”. 《PC Magazine》. 42면. 2013년 10월 20일에 확인함.
9. ↑  Edlin, Jim (November 1982). “The PC's Keys”. 《PC Magazine》. 175면. 2013년 10월 21일에 확인함.
10. ↑  Pournelle, Jerry (November 1984). “NCC Reflections”. 《BYTE》. 361면. 2013년 10월 23일에 확인함.
11. ↑  Pournelle, Jerry (June 1983). “Zenith Z-100, Epson QX-10, Software Licensing, and the Software Piracy Problem”. 《BYTE》 8 (6). 411면. 2013년 10월 20일에 확인함.
12. ↑  Williams, Gregg (January 1982). “A Closer Look at the IBM Personal Computer”. 《BYTE》. 36면. 2013년 10월 19일에 확인함.
13. ↑  Curran, Lawrence J.; Shuford, Richard S. (November 1983). “IBM's Estridge”. 《BYTE》. 88–97면. 2016년 3월 19일에 확인함.
14. ↑  Sandler, Corey (January 1983). “Key Tronic's Soft Touch”. 《PC Magazine》. 347면. 2013년 10월 21일에 확인함.
15. ↑  “Microsoft’s new Copilot key is the first big change to Windows keyboards in 30 years”. 《The Verge》. Vox Media. 2024년 1월 4일. 2024년 1월 6일에 확인함.
16. ↑  “Introducing a new Copilot key to kick off the year of AI-powered Windows PCs - Windows Experience Blog”. 《blogs.windows.com》. 2024년 1월 6일에 확인함.
17. ↑  “Windows Copilot key is secretly from the IBM era — but you can remap it with the right tools”. 《www.tomshardware.com》. 2024년 10월 22일에 확인함.
18. ↑  Belkin International. Knowledge Base Article 3532
19. ↑  International Business Machines Corporation (1983): IBM Personal Computer XT Technical Reference Manual, pages D-12 to D-13.
20. ↑  International Business Machines Corporation (1983): IBM Personal Computer XT Technical Reference Manual, pages D-14 to D-15.